# Cerastium subpilosum
Cerastium subpilosum är en nejlikväxtart som beskrevs av Bunzo Hayata. Cerastium subpilosum ingår i släktet arvar, och familjen nejlikväxter. Inga underarter finns listade i Catalogue of Life.